# Mundo Perdido
El Mundo Perdido es el mayor complejo ceremonial del preclásico de la gran ciudad maya de Tikal, ubicada en el Petén al norte de Guatemala. El complejo fue organizado como un gran complejo astronómico (Conjunto E) y se compone de una pirámide alineada con una plataforma hacia el este que forma la base para tres templos. A lo largo de su historia el complejo del Mundo Perdido fue reconstruido varias veces. Hacia los años 250-300 d. C., su estilo arquitectónico fue influenciado por la ciudad de Teotihuacán en el valle de México e incluía el uso del estilo talud-tablero. Durante el período Clásico Temprano (c. 250-600), el Mundo Perdido se convirtió en uno de los dos focos de la ciudad, el otro siendo el Acrópolis Norte. De 250 a 378 d. C. puede haber servido como necrópolis real. El complejo del Mundo Perdido recibió su nombre de los arqueólogos de la Universidad de Pensilvania.
La gran plaza centrada en la Pirámide del Mundo Perdido (5C-54) y la plataforma ceremonial hacia el oeste (5C-53) se dividen en dos zonas claramente demarcadas que se conocen como la Plaza Alta y la Plaza Baja. La Plaza Alta es el área alrededor de la Pirámide del Mundo Perdido. Está encerrada en el lado sur por las estructuras 6C-24 y 6C-25. Una serie de ocho estructuras adyacentes separan la Plaza Alta de la Plaza de los Siete Templos hacia el este. En el norte, la plaza está delimitada principalmente por las estructuras 5D-77, 5D-45, 5D-46, junto con algunas estructuras más pequeñas. La Plaza Baja se encuentra al oeste de la Pirámide del Mundo Perdido, y está centrada en la Estructura 5C-53, una plataforma baja. En el norte la Plaza Baja está delimitada por el Templo del Talud-Tablero 5C-49, la segunda estructura más grande del complejo. El complejo tiene una superficie aproximada de 60.000 m².
El Mundo Perdido continuó sirviendo como un importante sitio de entierros durante los siglos VIII y IX. La versión final del Templo del Talud-Tablero recibió tres entierros de miembros de la élite, posiblemente miembros de la familia real a juzgar por la alta calidad de las ofrendas correspondientes. Estas tumbas datan de la segunda mitad del siglo VIII, durante el reinado de Yax Nuun Ayiin II.

## Historia

### Preclásico
El Mundo Perdido pasó por seis fases de construcción; cuatro de ellas datan del Preclásico y dos del Clásico. Cada fase de construcción produjo una nueva versión del "Conjunto-E" (la Pirámide del Mundo Perdido y la Plataforma Este). El registro arqueológica recuperado del Mundo Perdido se remonta a los primeros años de la ocupación de Tikal en el Preclásico Medio, antes del 700 a. C., aunque estos restos representan más bien escombros en vez de estructuras. El complejo comenzó a tomar forma a finales del Preclásico Medio, alrededor del año 600 a. C., cuando se comenzó a añadir estructuras a una serie de plataformas o superficies artificialmente niveladas. Gradualmente iban aumentando tanto la complejidad y la altura de las estructuras. La Pirámide del Mundo Perdido y la Plataforma Este forman juntos un conjunto E, que representa el más antiguo complejo arquitectónico en Tikal. Durante el Preclásico Tardío se construyó una calzada para unir el Mundo Perdido con la Acrópolis Norte; esta calzada canalizó el agua de lluvia en un canal que alimentó el depósito de agua del Templo. Desde alrededor del año 100 d. C. hasta finales del Preclásico Tardío, se construyeron tres templos sobre la Plataforma Este.

### Clásico Temprano

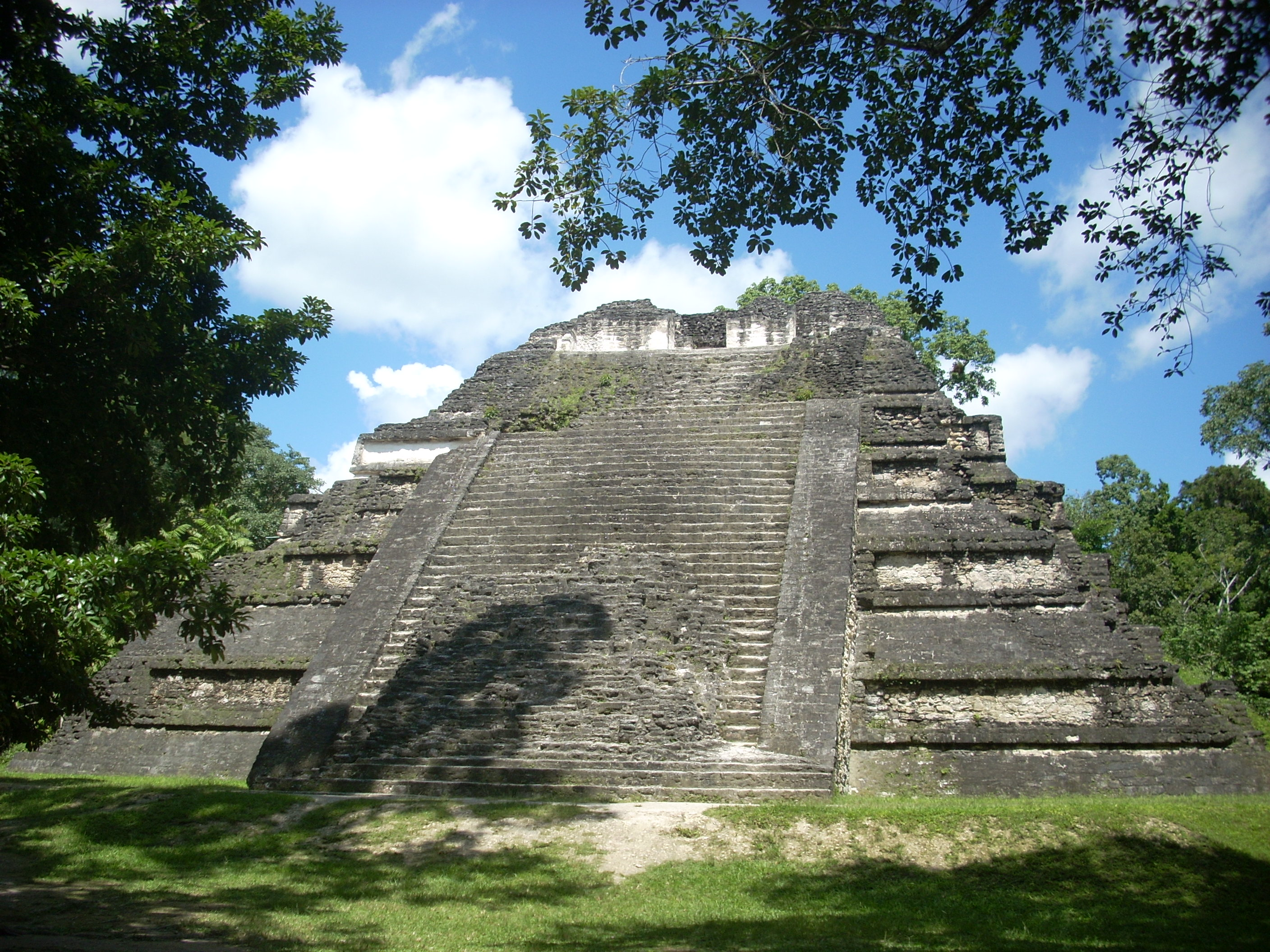
Templo 5C-49 tiene una prominente arquitectura talud-tablero, un estilo asociado con Teotihuacán.

Alrededor del año 250, al inicio del Clásico Temprano, la plaza del Mundo Perdido fue ampliada hacia el oeste a fin de que la Pirámide del Mundo Perdido se convirtiera en el centro del complejo en lugar del extremo occidental. Con esta fase de construcción el complejo alcanzó su superficie final de alrededor de 60.000 m². A continuación, las diferentes estructuras en el Mundo Perdido fueron remodeladas varias veces para coincidir con los estilos arquitectónicos que se desarrollaron en toda la ciudad.
Una pequeña plataforma fue añadida a la Plataforma Este en el Clásico Temprano; la superficie de esta plataforma posee una serie de orificios que pueden haber sostenido banderas. La plataforma cubrió una fosa grande que contenía los cuerpos de diecisiete personas sacrificadas, incluyendo hombres, mujeres y niños, que fueron posiblemente sacrificados durante una ceremonia de dedicación para la misma plataforma. En el siglo IV d. C. se construyó la primera versión de la Estructura 5D-82, al norte de la Plataforma Este. En la segunda mitad del siglo IV se construyeron seis tumbas en la Plataforma Este. ofrendas de cerámica en las tumbas incluían vasijas efigie que representaron a monos y guacamayos. La alta calidad artística y técnica de las ofrendas funerarias en las tumbas permiten identificar a los fallecidos como miembros de la élite de Tikal; pueden haber sido miembros de una línea de la dinastía gobernante que perdió el poder entre los trastornos políticos de finales del siglo IV e incluía los reyes K'inich Muwaan Jol y Chak Tok Ich'aak I. Con la aparición de Siyaj K'ak' y el establecimiento de un nuevo orden político en la ciudad, el centro de los ritos funerarios reales pasó del Mundo Perdido a la Acrópolis Norte.
Desde el siglo IV hasta el siglo VI la arquitectura talud-tablero se hizo notable en el Mundo Perdido. En el siglo V se aplicó el estilo talud-tablero en las estructuras 5C-51 y 5C-52 en el límite oeste del complejo, y 6C-24 en el lado sur. A finales del siglo VI o durante el siglo VII se construyó la quinta versión del Templo del Talud-Tablero 5C-49, con una nueva escalinata y altar en la cumbre.

### Clásico Tardío
Durante el siglo VII se produjeron cambios significativos en la Plataforma Este, incluyendo la construcción de una nueva versión del Templo 5D-87 que daba al otro lado del Mundo Perdido. En torno al año 700 esta versión fue sellada y otra versión fue construida encima, haciendo del Templo 5D-87, una de las tres estructuras más altas del Mundo Perdido. Esta nueva versión creó un nuevo eje de orientación en el complejo, rompiendo el eje primario asociado con el antiguo complejo del conjunto E y su relación con el antiguo culto solar, marcando un cambio importante en el uso ceremonial del complejo del Mundo Perdido. En ese mismo tiempo entró en uso el complejo de las pirámides gemelas, lo que demuestra una importante reorganización interna de la ciudad. Durante el Clásico Tardío, el acceso al complejo fue gradualmente limitado, con la construcción de nuevas estructuras que cerraron varios puntos de acceso; esto incluyó la interrupción del uso de la calzada que había vinculado el complejo con la Acrópolis Norte desde el Preclásico. En la parte norte de Mundo Perdido se construyó un nuevo complejo de palacio, que se desarrolló durante los siglos VII y VIII d. C. Esto marcó un cambio importante en el uso del Mundo Perdido, que hasta entonces había sido dedicado a actividades puramente rituales. La construcción del palacio indica el residencial permanente del complejo por un grupo de élite, aparentemente involucrados de alguna manera en la administración de la ciudad.
El Mundo Perdido continuó sirviendo como un importante sitio de entierros durante los siglos VIII y IX. La versión final del Templo del Talud-Tablero recibió tres entierros con estatus de élite, posiblemente miembros de la familia real, a juzgar por la alta calidad de las ofrendas correspondientes. Estas tumbas datan de la segunda mitad del siglo VIII, durante el reinado de Yax Nuun Ayiin II.

### Clásico Terminal
Tikal entró en un declive general durante el Clásico Terminal, y algunas partes de la ciudad fueron aparentemente abandonadas. Sin embargo, el Mundo Perdido siguió siendo un centro de mucha actividad ceremonial. Evidencia de esta actividad continua en el complejo incluye entierros y colecciones de artefactos cerámicos y líticos, junto con una actividad de construcción significativa. Las principales estructuras del Clásico Tardío fueron equipadas con nuevos bancos y se cambiaron las vías de acceso al complejo. La actividad se concentró en la parte norte del Mundo Perdido, posiblemente por su ubicación cerca del depósito de agua en embalse del templo. En esta época se realizaron algunos pequeños cambios en el Templo del Talud-Tablero. La mayor actividad residencial durante el Clásico Terminal se realizó en el palacio abovedado inmediatamente al este del Templo del Talud-Tablero (estructuras 5C-45 hasta 5C-47). Esta actividad incluía proyectos de construcción complejos e indica que la élite todavía se mantenía en su residencia inmediatamente antes del abandono total de la ciudad. Otras actividades de construcción, en la forma de refuerzos estructurales, se llevaron a cabo en otras estructuras del sector norte, incluyendo las estructuras 5D-77 y 5D-82. También continuaron las actividades rituales, y la mitad inferior de la Estela 39 (que data del Clásico Temprano) se colocó en el templo 5D-86 en la Plataforma Este.
La cantidad de entierros de personas de diferentes edades y de ambos sexos durante el Clásico Terminal indica que una población importante permaneció en la zona residencial en el sector norte del Mundo Perdido. Algunos fueron enterrados en el interior de edificios derrumbados o en fosas informales. Los entierros eran acompañados de pocas ofrendas funerarias, generalmente óseos y líticos. La densa ocupación del sector norte, que incluyó las actividades de la élite, continuó por lo menos cien años después del abandono del resto de Tikal y está posiblemente relacionado con el suministro de agua en la zona y con las continuas actividades rituales en el Temple III. Mientras que la parte norte del Mundo Perdido continuó siendo utilizada, el resto del complejo fue parcialmente abandonado. La ocupación del Mundo Perdido terminó en el Clásico Terminal; del periodo Posclásico se recuperaron muy pocos rastros de actividad, limitados a unos pocos hallazgos de cerámica en la estructura 3D-43 hacia el norte.

### Historia moderna
La Universidad de Pensilvania realizó investigaciones exploratorias de la Pirámide del Mundo Perdido antes de la labor realizada por el Proyecto Nacional Tikal. Estas incluyeron la excavación de núcleos de ensayo y trincheras en la cumbre de la pirámide, así como los lados oeste y sur. Con la excavación de túneles exploratorios, hasta 27 m en el interior de la pirámide, se recuperaron fragmentos de cerámica sorprendentemente temprana, y este hallazgo condujo a investigaciones enfocadas posteriores. Desde septiembre de 1979 el recién formado Proyecto Nacional Tikal instigó un amplio programa de investigaciones del Mundo Perdido. La primera operación llevada a cabo a finales de ese año, fue la tala de árboles y otra vegetación que estaba cubriendo la Pirámide del Mundo Perdido. La fase principal de la investigación se prolongó hasta 1982, aunque los levantamientos topográficos y las excavaciones de sondeo continuaron hasta 1984. Desde 1980 hasta 1982 se llevó a cabo la excavación y restauración de la Pirámide del Mundo Perdido (5C-54) y el Templo del Talud-Tablero. Poco después de comenzar el trabajo en el Mundo Perdido en 1979, condiciones climáticas adversas provocaron graves daños a varias estructuras, incluyendo el colapso de la cara este de la Pirámide del Mundo Perdido, la esquina noreste del Templo del Talud-Tablero (5C-49) y la pared norte de la Estructura 5D-77.

## Estructuras arquitectónicas

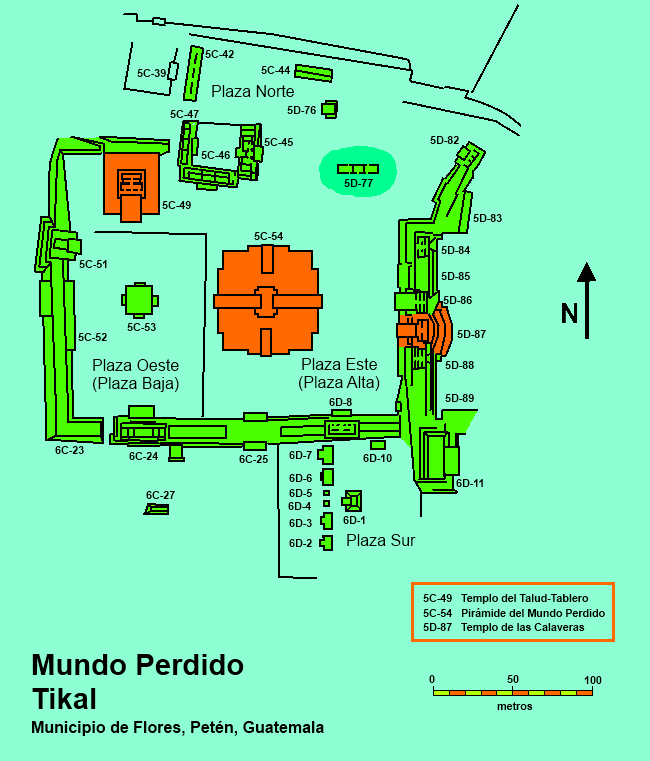
Mapa del complejo del Mundo Perdido

El arqueólogo William R. Coe dividió el complejo Mundo Perdido en dos zonas claramente delimitadas, a las que se refirió como la Plaza Alta y la Plaza Baja. La Plaza Alta es el área alrededor de la Pirámide del Mundo Perdido. Está demarcada en el lado sur por las Estructuras 6C-24 y 6C-25. Una serie de ocho estructuras adyacentes separan la Plaza Alta de la Plaza de los Siete Templos, al este. En el lado norte, la plaza está delimitada principalmente por las Estructuras 5D-77, 5C-45, 5C-46, y algunas estructuras más pequeñas. La Plaza Baja se encuentra al oeste de la Pirámide del Mundo Perdido, y está centrada en la estructura 5C-53, una plataforma baja. La Plaza Baja está demarcada en su lado norte por el Templo del Talud-Tablero (5C-49), la segunda estructura más grande del complejo.
Más recientemente, el Proyecto Nacional Tikal redefinió el complejo como un área dividida en cuatro plazas. Las plazas Norte, Este, y Oeste se definen por su relación con la Pirámide del Mundo Perdido (5C-54) mientras que la Plaza Sur está en el lado sur de las Estructuras 6C-25 y 6C-25, las cuales se encuentran al sur de la Pirámide del Mundo Perdido.

### Conjunto E
El núcleo original del Mundo Perdido era un complejo astronómico conocido como un Conjunto E. La escalinata del lado este de la Pirámide del Mundo Perdido (5C-54) era el punto de observación, y los tres templos originales de la Plataforma Este (5D-84, 5D-86 y 5D-88) eran marcadores utilizados para trazar la salida del sol durante los equinoccios y solsticios. A lo largo de la historia de Tikal el Conjunto E pasó por siete fases de construcción distintas, la más temprana datando de finales del período Preclásico Medio.

#### Pirámide del Mundo Perdido
La Pirámide del Mundo Perdido (Estructura 5C-54, también conocido como Gran Pirámide) data del Preclásico Tardío. Esta estructura es el punto focal del complejo del Mundo Perdido; en la actualidad tiene una altura de aproximadamente 31 m y una anchura máxima de la base de 67,5 m. La Pirámide del Mundo Perdido fue uno de los proyectos de construcción más grandes realizados en Tikal. La pirámide se accede por una escalinata en el lado oeste, que fue flanqueada por máscaras gigantes. La versión final de la estructura tenía escalinatas que se extendían hasta la cumbre en los lados este y oeste, y escalinatas adicionales en los lados norte y sur que solo subieron hasta el octavo nivel (del total de diez niveles). Esta estructura fue uno de los edificios más grandes en la Mesoamérica del Preclásico Tardío, y para su construcción se utilizaron bloques de mampostería que medían más de 1,8 m de largo. La pirámide fue periódicamente reconstruida a lo largo de su historia, al igual que el resto del complejo. La versión que está visible en la actualidad corresponde con la quinta fase de construcción y data de alrededor del año 250 d. C. Cuando fue construida, era la estructura más alta de la ciudad. Los niveles escalonados de la pirámide tienen paneles verticales insertados, considerados como precursores del estilo talud-tablero; estos tableros tempranos aparecieron por primera vez en la segunda mitad del siglo III d. C., cuando fueron añadidas en la quinta fase construcción de la pirámide. Las máscaras que adornaban los lados del edificio son tan erosionadas que no es posible determinar si fueran antropomorfas o zoomorfas. Rastros de estuco pintado de la versión final de la pirámide, revelan que en algún momento el exterior de la estructura estaba pintado de azul y rojo.
| Fase | Fecha        | Altura | Anchura (N-S) | Niveles |
| ---- | ------------ | ------ | ------------- | ------- |
| 1.ª  | c. 600 a. C. | 2,94 m | 23,46 m       | 3       |
| 2.ª  | c. 500 a. C. | 7,8 m  | 37,25 m       | 4       |
| 3.ª  | c. 300 a. C. | 9,46 m | 37,67 m       | 6       |
| 4.ª  | c. 1 a. C.   | 18 m   | 60 m          | 8+      |
| 5.ª  | c. 250 d. C. | 30,7 m | 72 m          | 10      |

Cada una de las cinco versiones de la Pirámide del Mundo Perdido era más grande que la versión anterior. No fueron construidas directamente centradas en la versión anterior, debido a la necesidad de mantener intacto el área de la plaza del Conjunto E entre la pirámide y la Plataforma Este. Esto condujo a la destrucción de la cara este de la versión anterior, cada vez que una nueva versión fue construida encima de la versión anterior.

##### Fase 1
La primera versión de la pirámide fue construida a finales del Preclásico Medio. Fue levantada sobre un relleno de 1,42 m de profundidad que niveló el terreno natural. Aunque esta primera fase de construcción no ha sido conservada en su totalidad, se cree que poseía tres niveles escalonados, con escalinatas en los cuatro lados En la base midió 23,46 m de norte a sur y tenía una altura de 2,94 m.

##### Fase 2
La segunda versión data del Preclásico Tardío, entre 600 y 400 a. C. En esta época dos hombres adultos fueron enterrados, sin ofrendas funerarias, bajo la plataforma de la cumbre de la pirámide (Entierro PNT-002 y Entierro PNT-003). A pesar de que no tenían ofrendas, la presencia de deformación craneal y decoración dental sugiere que los difuntos podrían haber sido miembros de la elite. Los arqueólogos del Proyecto Nacional Tikal consideran que los difuntos ellos mismos representaban una ofrenda dedicatoria al finalizar la construcción de esta nueva versión de la pirámide. La segunda versión de la pirámide poseía cuatro niveles escalonados y tenía una base de 37,25 m de norte a sur y una altura de 7,8 m.

##### Fase 3

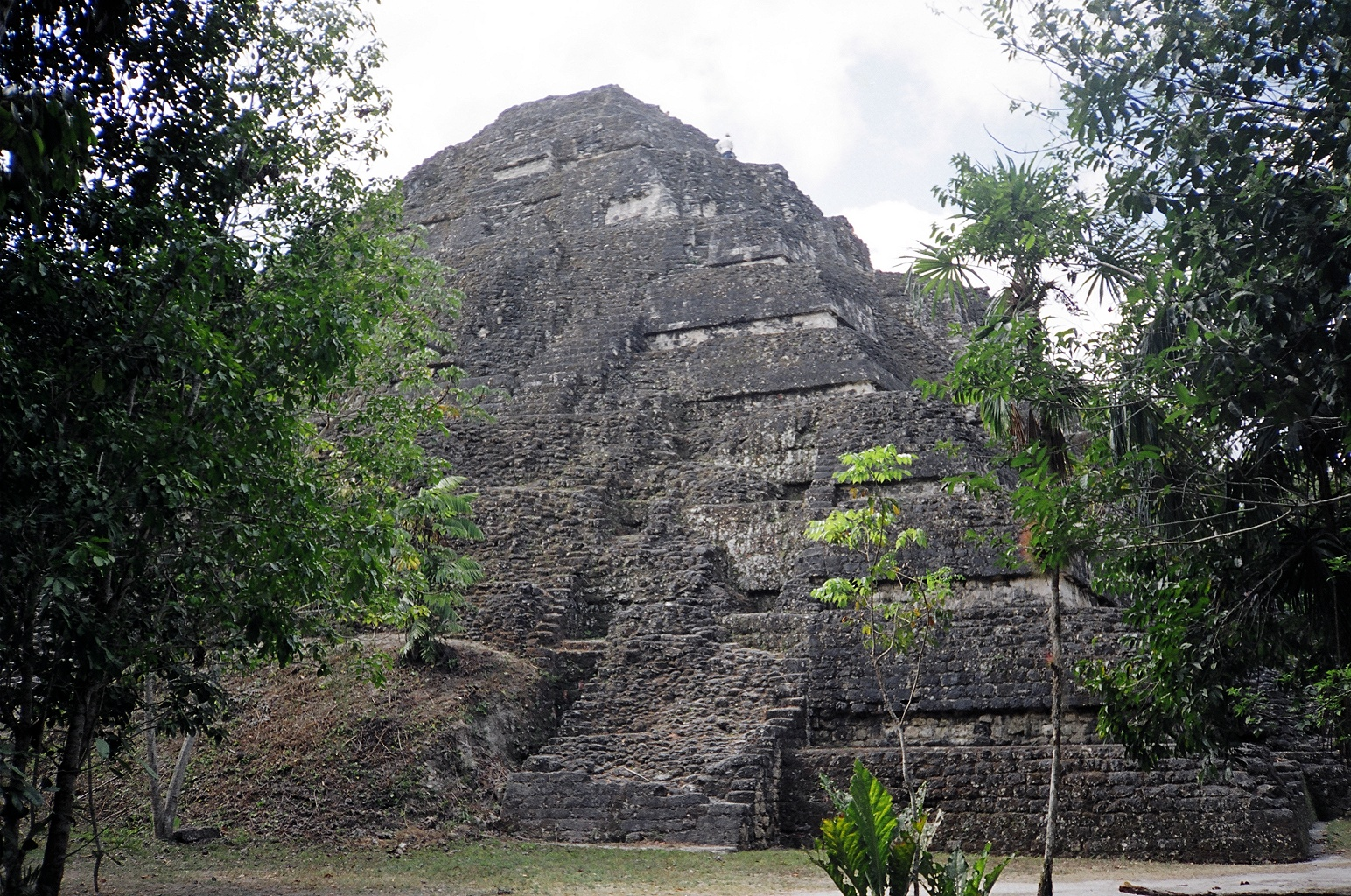
La Pirámide del Mundo Perdido visto desde el norte.

La tercera versión fue construida entre 400 y 200 a. C. como parte del diseño formal del Conjunto E. Esta versión midió 37,67 de norte a sur y tenía una altura de 9,46 m. La construcción de la tercera versión del templo dañó la segunda versión subyacente y la cubrió por completo. La tercera versión estaba conformada de una pirámide radial con seis niveles escalonados y una plataforma superior elevada, construida de bloques de piedra, que no habían sido recubiertos con estuco. Esta plataforma superior tenía esquinas redondeadas. Los tres niveles más bajos de la pirámide tenían una forma de talud (cara inclinada), mientras que el cuarto tenía una forma de tablero (cara vertical). El quinto nivel tenía una altura mayor y respaldó el peso de las máscaras gigantes que flanquearon las escalinatas centrales mientras ascienden al (sexto) nivel superior. La pirámide tenía escalinatas auxiliares que subieron los cuatro niveles inferiores, flanqueando las escalinatas centrales; ascendieron al quinto nivel en una forma modificada, de tal manera que encerraron las máscaras gigantes entre las escalinatas auxiliares y las escalinatas centrales de cada lado. La plataforma superior tenía un banco de 1 m de altura, al que se accede por tres escalones en sus lados este y oeste. La tercera versión de la pirámide era una construcción de alta calidad, con detalles arquitectónicos complejos y un acabado de estuco de buena calidad. Entierro PNT-001 fue descubierto enterrado dentro del relleno del nivel superior de la cuarta versión de la pirámide; fue acompañado por un número de ofrendas.

##### Fase 4
La cuarta versión de la pirámide data de algún momento entre el 200 a. C. y 200 d. C., y fue construida a una escala mucho más grande. Tenía una altura de 18 m y su base midió 60 m de norte a sur. Esta fase representa el mayor salto de volumen entre las sucesivas versiones de la pirámide. Nuevamente fue una pirámide radial con escalinatas auxiliares; tenía al menos ocho niveles escalonados, aunque los arqueólogos no pudieron determinar el número exacto debido a la destrucción de la parte superior causada por la construcción de la siguiente versión (la quinta y última). Poseía máscaras gigantes en el quinto nivel escalonado. Debido al método de construcción utilizado, con el peso repartido sobre los lados cortos de los bloques de piedra, la cuarta versión de la pirámide era estructuralmente débil y necesitaba refuerzos periódicos. Aparentemente los arquitectos se dieron cuenta de su error y nunca volvieron a aplicar las técnicas arquitectónicas que fueron utilizadas para la construcción de esta versión. La cuarta versión fue utilizada durante un período relativamente corto, antes de ser reemplazado por la quinta versión.

##### Fase 5

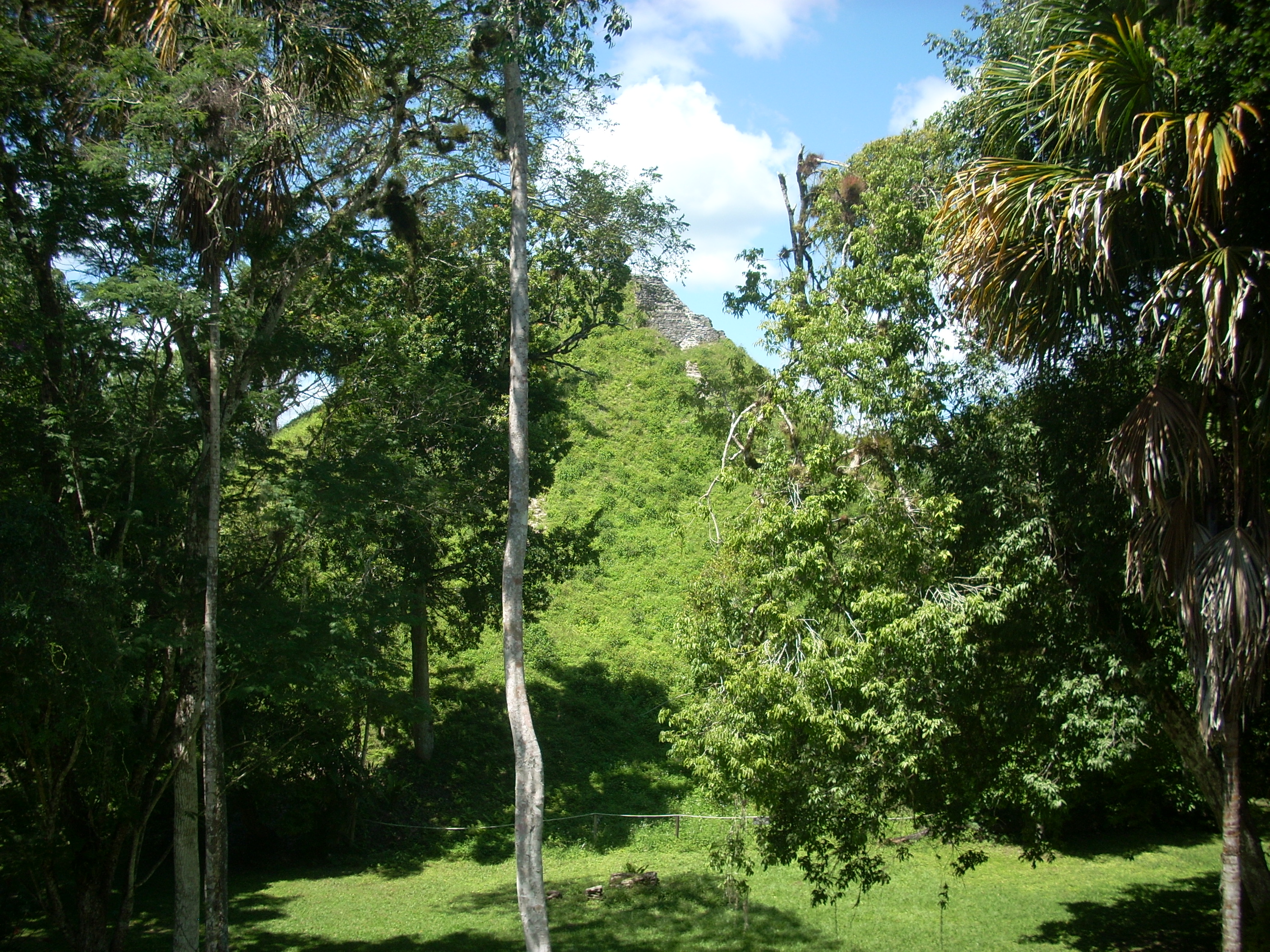
La cara este de la Pirámide del Mundo Perdido está colapsada y cubierta de vegetación. Vista desde la Plataforma Este del Conjunto E.

La quinta y última versión de la pirámide del Mundo Perdido fue construida alrededor de 200-300 d. C. Durante la excavación fue encontrada en mal estado de conservación debido a la mala calidad del relleno estructural utilizado durante la construcción; sus lados habían desplomado en diferentes lugares. La versión final de la pirámide contaba con diez niveles y tenía una altura de 30,7 m. La base de la pirámide midió 72 por 67.5 m (NS por EO) a través de su eje central. Esto se redujo a 61,3 por 56,25 m, midiendo de esquina a esquina. Con estas medidas la pirámide del Mundo Perdido fue el proyecto de construcción más voluminoso de Tikal. La quinta versión de la pirámide comenzó con la construcción de 8 niveles entre 200 y 300 d. C.; se agregó un noveno nivel en el siglo IV y el décimo nivel en algún momento entre finales del siglo IV y principios del siglo VI. Cada una de las escalinatas estaba flanqueada por grandes paneles de tablero. El banco en la cumbre tenía una altura de 0,5 m y daba al oeste, rompiendo la larga tradición de incorporar la pirámide dentro del antiguo Conjunto E. Una losa grande de pizarra, midiendo 0,9 m de alto por 0,35 m de ancho y con un espesor de 0,24 m fue encontrada incrustada en el banco; estaba altamente erosionada y puede haber sido una estela que fue erigida en cima de la pirámide durante el Clásico Tardío. Grandes cantidades de fragmentos de cerámica del Clásico Temprano y Tardío fueron encontrados en cima de la pirámide, lo que demuestra la continua importancia de la estructura dentro de Tikal en su conjunto.  En la zona este de la cumbre de la pirámide, se recuperó el modelo de un conjunto arquitectónico de piedra caliza en buen estado de conservación; originalmente puede haber sido colocado en un depósito y representa una serie de pirámides y un campo de juego de pelota- el modelo no coincide con ninguno de los conjuntos arquitectónicos conocidos en Tikal.

#### Plataforma Este

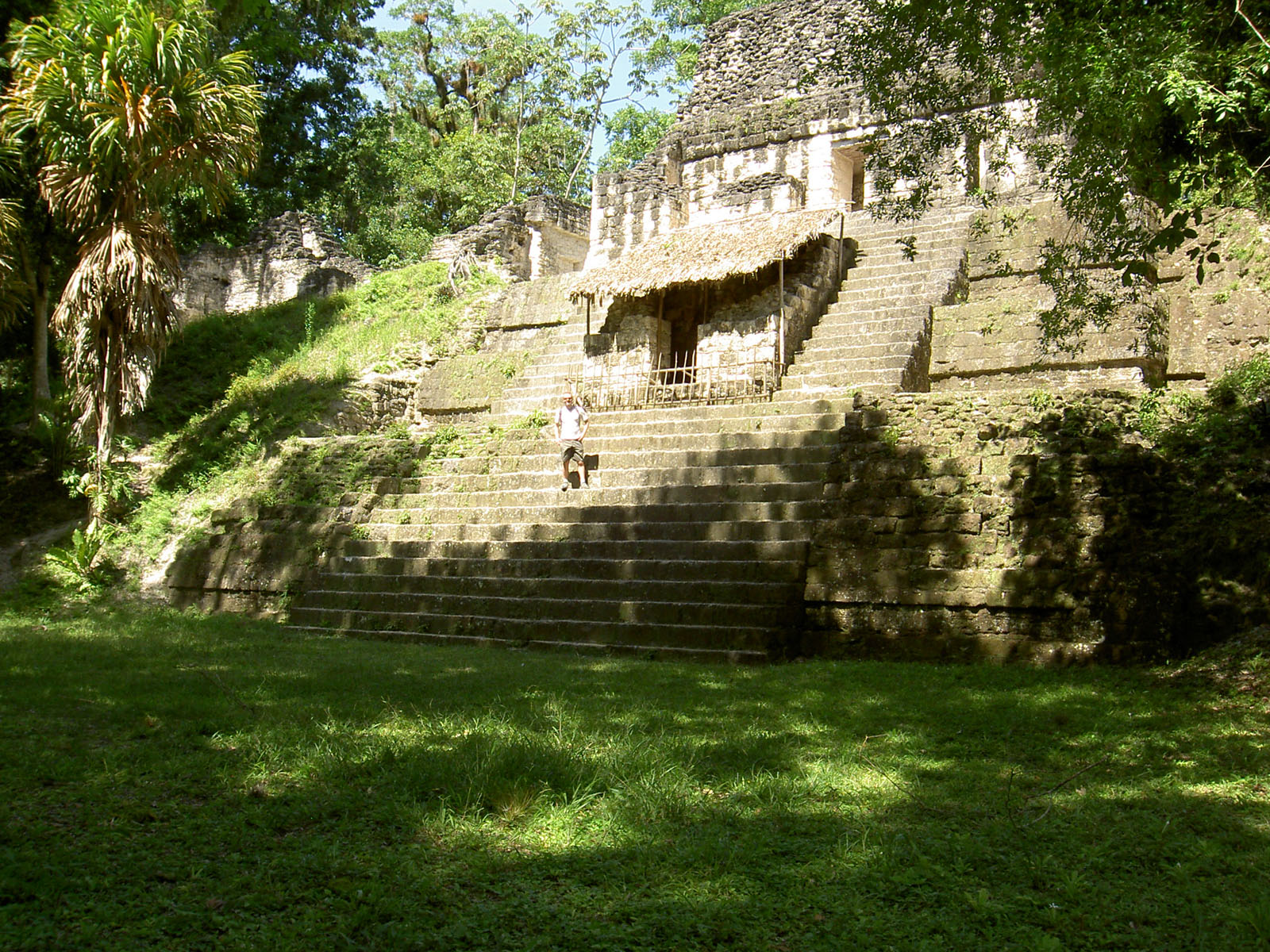
La estructura 5D-87 (Templo de las Calaveras) en la Plataforma Este.

La Plataforma Este delimita el complejo del Mundo Perdido de la Plaza de los Siete Templos. Las estructuras están numeradas de 5D-82 en el extremo norte hasta 5D-89 donde se une con el rango sur. Aunque se trata de una de las primeras estructuras arquitectónicas de Tikal, esta plataforma solo comenzó a tomar su forma definitiva alrededor de 100 d. C., cuando las primeras versiones de los tres templos, conocidos como 5D-84, 5D-86 y 5D-88, fueron construidas sobre la plataforma basal. En el siglo V d. C., la plataforma fue remodelada con un talud-tablero muy grande.
Estructura 5D-82 se sitúa en el extremo norte de la Plataforma Este. La primera versión del edificio fue construida en el siglo IV d. C., y estaba compuesta de una plataforma semicircular, sosteniendo un edificio con una sola cámara. Este edificio fue decorado con un elaborado friso de estuco que incluía figuras antropomorfas y glifos. Los arqueólogos creen que la figura central del friso representa la deidad Itzamná.
Estructura 5D-84 se encuentra en la parte norte de la Plataforma Este; la estructura consta de tres habitaciones y está flanqueada por la Estructura 5D-83 hacia el norte y la Estructura 5D-86 hacia el sur. Es una de las tres primeras estructuras que se construyeron en la Plataforma Este a finales del Preclásico Tardío.
Estructura 5D-85 es una plataforma doble que da acceso a la Plaza de los Siete Templos.

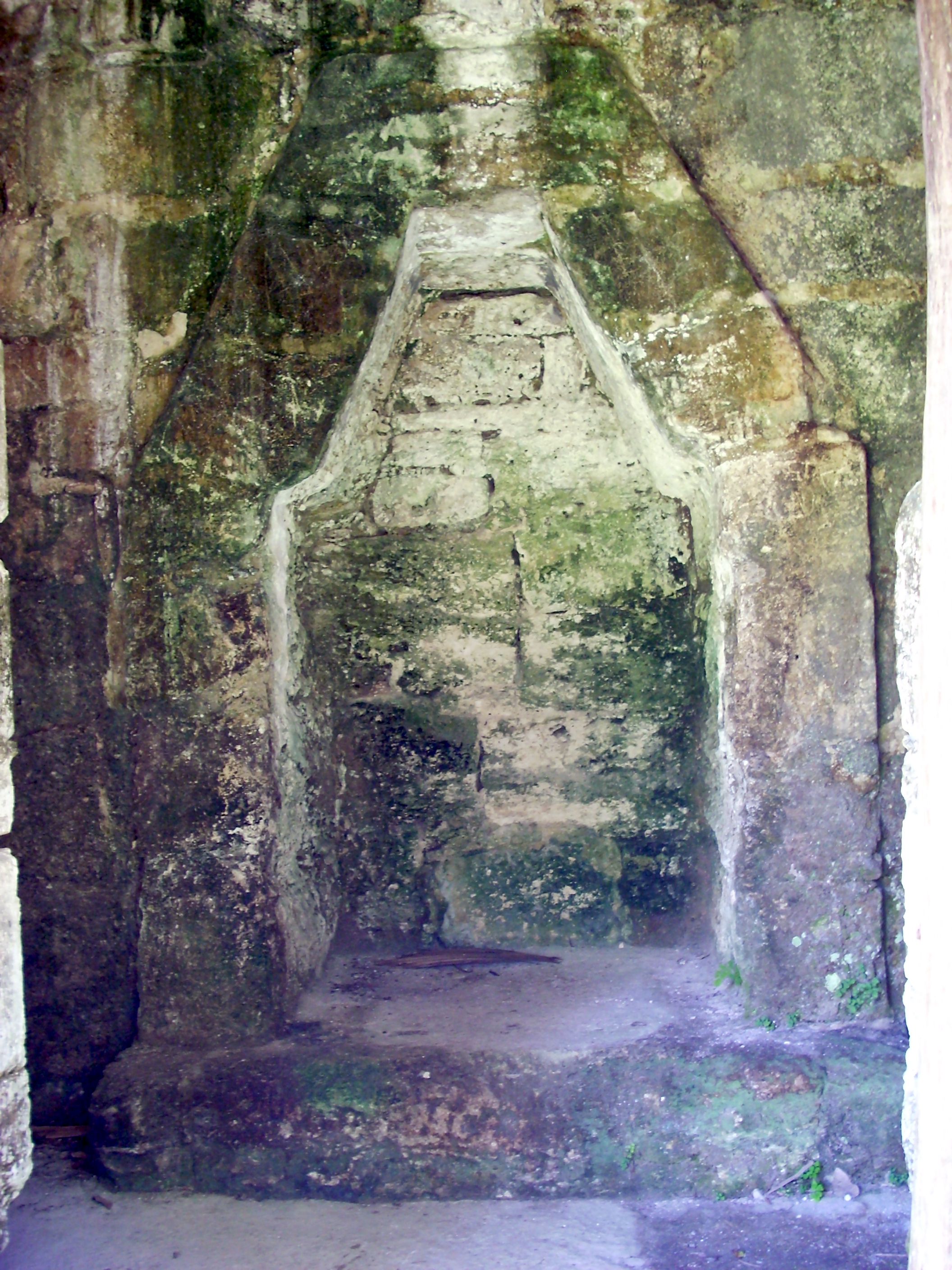
Hornacina en la escalinata de acceso del templo 5D-87, fechado hacia el año 700.

Estructura 5D-86 data del Clásico Tardío y tiene los restos de máscaras gigantes en su fachada. La estela 39 se fue encontrada en este edificio. La primera versión de este edificio fue construida en la Plataforma Este hacia el final del período Preclásico Tardío, alrededor de 100 d. C. El templo contaba con tres habitaciones dispuestas una detrás de la otra; La cámara central es las más pequeña y es particularmente notable por la presencia de dos grandes máscaras zoomorfas a cada lado de la puerta de entrada. Es el único ejemplo conocido en el mundo Maya del Preclásico Tardío en que las máscaras se colocaron dentro de un edificio, algo que se convirtió en una práctica común en el período Clásico Tardío. El análisis iconográfico de estas dos máscaras sugiere que se trata de una representación temprana de Nu B'alam Chac, un espíritu protector de la ciudad que estaba estrechamente asociado con la guerra. La primera tumba real del Mundo Perdido fue instalada en esta estructura durante la transición entre los periodos Preclásico Tardío e inicios del Clásico Tardío.
Estructura 5D-87, también conocida como Templo de las Calaveras, es el tercer templo más grande del complejo del Mundo Perdido. Una nueva versión del templo fue construida en cima de la versión anterior en el siglo VII d. C. Esta nueva versión contaba con una habitación individual con cinco puertas que no daban al Mundo Perdido, sino a la plaza adyacente de los Siete Templos hacia el este. Hacia el año 700, esta versión fue sellada y una nueva fue construida en cima de la antigua, convirtiendo el templo en una de las estructuras más altas del Mundo Perdido. Esta versión de la estructura tenía una plataforma de cuatro niveles con una escalinata de acceso interrumpida por una hornacina, en consonancia con el estilo arquitectónico predominante en Tikal en esta época. La base de la hornacina estaba adornada con tres cráneos esculpidos, el del centro mirando hacia delante y los dos otros de perfil.
Estructura 5D-88 poseía tres habitaciones. Fue uno de los tres primeros templos que se construyeron en la Plataforma Este a finales del Preclásico Tardío.
Estructura 5D-89 es otra estructura con tres habitaciones.

### Sector Norte

#### Templo del Talud-Tablero
El Templo del Talud-Tablero (Estructura 5C-49) es el segundo edificio más grande del Mundo Perdido. Se encuentra en el lado norte de la Plaza Oeste, al noroeste de la Pirámide del Mundo Perdido y directamente al norte de la plataforma 5C-53. La pirámide tiene una escalinata saliente que sube a la cumbre, a un santuario que poseía tres cámaras abovedadas con ménsulas, y una crestería; los techos y la crestería se habían derrumbado en las dos primeras cámaras ya antes de la exploración arqueológica. En la actualidad el edificio en ruinas tiene una altura de más de 22 m, y hubiera sido más alto con su santuario y crestería intactos. El Templo del Talud-Tablero no fue investigado por la Universidad de Pensilvania, y antes de su exploración por el Proyecto Nacional Tikal el santuario en la cumbre había sido la guarida de un jaguar y estaba cubierto con los restos de sus presas. El santuario sufrió daños severos por múltiples pozos excavados por saqueadores en cada una de las cámaras interiores.
En el exterior de esta pirámide se puede distinguir tres fases de construcción distintas. La primera versión de la pirámide fue construida en la segunda mitad del siglo III d. C.; Fue construida utilizando un precursor del estilo talud-tablero, y tenía tres niveles. Tenía una altura de 7 m y los lados medían 21 m en la base. Contaba con tableros verticales sin marcos, que fueron pintados de negro y una escalinata flanqueada por balaustradas. La escalinata subió en un ángulo de 49° y salió 3,3 m de la base de la pirámide. Se llevaron a cabo otros tres fases de construcción durante el Clásico Temprano, entre los años 300 y 550 d. C.; ninguna de estas tres fases sostenía una superestructura de mampostería. Cada una de estas fases era muy similar, y consistía principalmente en un incremento del tamaño del edificio. La fase 2 tenía una superficie basal de 920 m²; la base de la tercera fase cubrió un área de 1065 m², y esto aumentó a 1240 m² en la cuarta fase de construcción. La segunda fase de la construcción se llevó a cabo en el siglo IV, utilizando una variante local del estilo talud-tablero en la cual solo se incluyó tableros enmarcados en la parte frontal de la pirámide, excepto en el nivel superior donde los tableros se extienden sobre las cuatro caras de la estructura; tenía cuatro niveles escalonados. La tercera fase de la construcción tenía cinco niveles escalonados y mantiene el variante del estilo talud-tablero de las versiones anteriores. La cuarta versión de la pirámide, también tenía cuatro niveles escalonados. La quinta fase de la construcción del edificio se llevó a cabo entre los años 550 y 700 d. C., y consistió en la construcción de una nueva escalinata en la parte superior de la versión anterior, aunque se mantuvo la pirámide escalonada de cuatro niveles con estilo talud-tablero. La base de la pirámide midió 37 m en cada lado. La escalinata fue ensanchada cubriendo las balaustradas, y la altura de la pirámide fue incrementada con 4,6 m mediante la adición de otros dos niveles en estilo talud-tablero. Esto resultó en una altura de 16,4 m para la pirámide; en cima de la pirámide se construyó un nuevo santuario con tres salas abovedadas y una crestería elaborada. Esta fase de la construcción se llevó a cabo al mismo tiempo, o un poco antes, que la construcción del Templo V, el primero de los templos mayores de Tikal. El santuario, en su versión final, tenía tres puertas de acceso a la primera cámara, que era 3 m de ancho.
Después del año 700 la pirámide sirvió una importante función funeraria. Se descubrieron tres entierros de élite en la pirámide, dos hombres y una mujer, así como sus ofrendas funerarias de muy buena calidad. Las ofrendas incluyen cerámica policromada y objetos tallados de cáscara, concha y nácar que llevan inscripciones e imaginería antropomorfa y zoomorfa. Estos hallazgos asociados son de tal calidad que es posible que los difuntos eran miembros de la familia real. Los entierros datan del reinado de Yax Nuun Ayiin II, quién gobernó desde 769 hasta 794 d. C. Durante el Clásico Terminal se hicieron algunos cambios menores en las cámaras del templo, y posiblemente se llevó a cabo algún refuerzo estructural de la fachada del templo. Aunque mal conservado, el interior de las salas del templo llevaban inscripciones que probablemente datan de esta época.

#### Palacio
El complejo del Palacio se compone de tres estructuras distribuidas en forma de U en la parte norte del Mundo Perdido. Las tres estructuras son 5C-45 en el lado este, 5C-46 en el lado sur y 5C-47 en el lado oeste. Las tres estructuras interconectan en las esquinas para formar un solo palacio extendido en torno a un patio central con una superficie de 600 m²; el patio estaba abierto en el lado norte. Este palacio proporcionó información importante con respecto a la ocupación del Mundo Perdido durante el Clásico Terminal. Fue construido sobre una plataforma que data del Clásico Tardío y se desarrolló gradualmente con la construcción de los diferentes edificios durante los siglos VII y VIII d. C. Cada una de las estructuras incluía varias cámaras abovedadas con ménsulas. En dos de las tres estructuras, las fachadas decoradas daban al exterior del patio, aunque todos los edificios abrieron al patio interior. Durante la historia de 1500 años del complejo del Mundo Perdido, el palacio fue el único conjunto de edificios en todo el complejo, que no tenía una función exclusivamente ceremonial.
Estructura 5C-45 forma la estructura este del complejo del palacio que también incorpora 5C-46 (la estructura sur) y 5C-47 (la estructura oeste). Esta estructura fue remodelada en el Clásico Terminal con el cierre de algunas entradas, la adición de algunos bancos y la construcción de nuevas secciones con varias entradas. Aunque Tikal fue completamente abandonado poco después, esta continuación de las actividades de construcción en el complejo indica que los residentes pertenecieron a la élite y que seguían habitando el palacio durante esta época.

### Otras estructuras

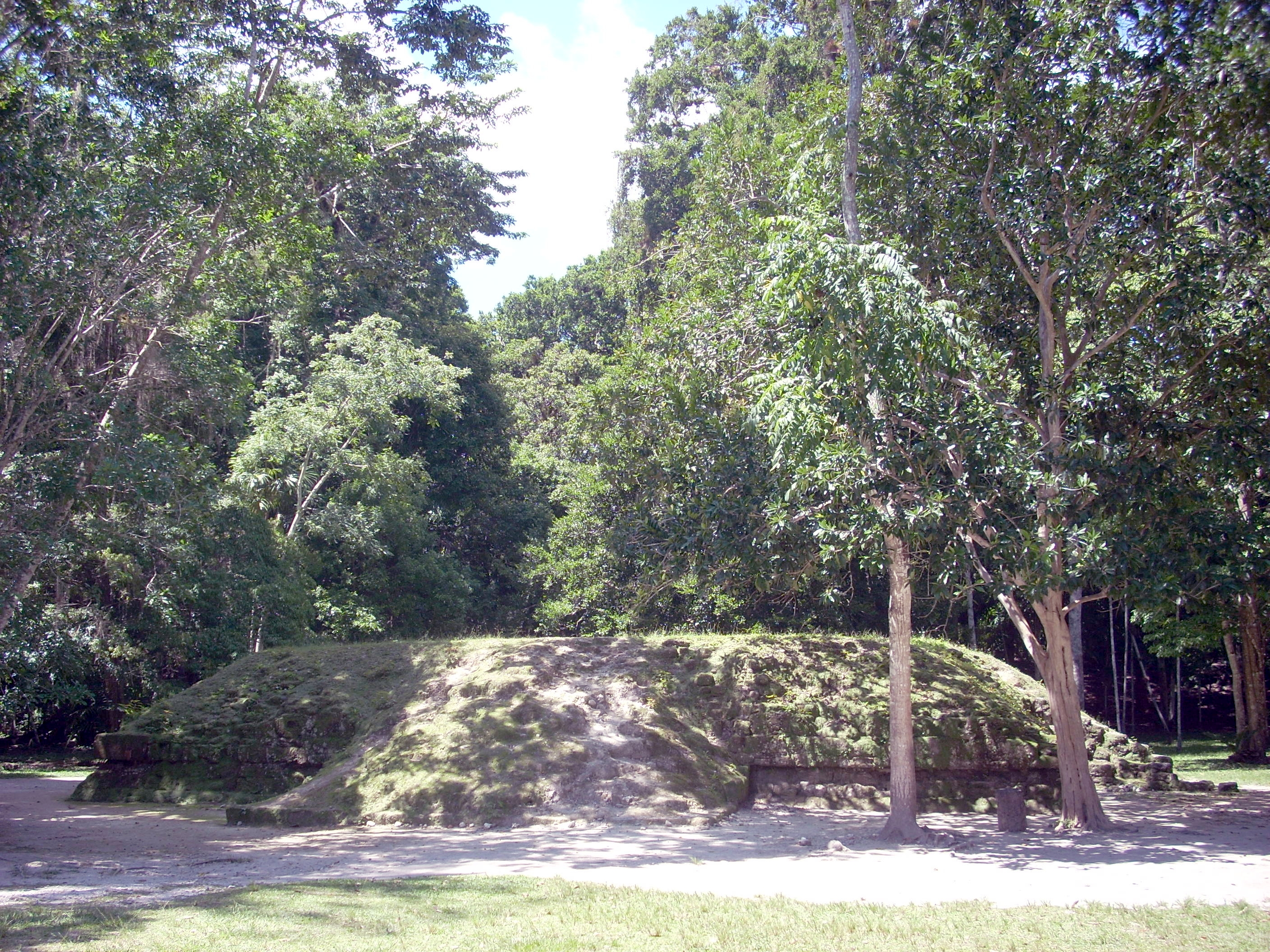
Estructura 5C-53 muestra la influencia de la lejana ciudad de Teotihuacán.

Estructura 5C-51 se encuentra en el límite occidental del complejo. Fue construida en el estilo talud-tablero del siglo V d. C.
Estructura 5C-52 delimita el extremo occidental del Mundo Perdido. Fue construida en el siglo V d. C. utilizando el estilo talud-tablero.
Estructura 5C-53 es una plataforma baja situada a 33 m al oeste de la Pirámide del Mundo Perdido. La plataforma cuenta con escaleras de acceso por los cuatro costados y no tiene ningún signo de haber sostenido alguna superestructura. Los detalles de los costados de la plataforma sugieren que su construcción fue influenciado por el estilo de Teotihuacán. La plataforma se remonta a principios del Clásico Tardío, alrededor del año 600 d. C.
Estructura 6C-24 se encuentra en la parte sur del Mundo Perdido. Es otro edificio más que fue construido en el siglo V d. C. en el estilo talud-tableros.

## Monumentos
Estela 39 es la parte inferior de una estela fragmentada que se encuentra en el interior del templo 5D-86, situada en el eje este-oeste que atraviesa la Plataforma Este desde la Pirámide del Mundo Perdido. El monumento, cuya cara frontal y posterior están esculpidos, fue deliberadamente fragmentado en la antigüedad y traslado al interior del templo con el fin de guardarla. La cara frontal de la estela muestra la mitad inferior de una persona cuyo traje permite identificarlo como un gobernante; la parte posterior tiene dos columnas de jeroglíficos. El rey representado en la estela es Chak Tok Ich'aak I, quien gobernó durante el siglo IV d. C. Este rey está de pie al lado de un cautivo atado; el cautivo es barbudo y parece ser un noble, ya que conserva su ropa. La estela, que celebra un evento que ocurrió en el año 376 d. C., fue aparentemente trasladado al Mundo Perdido en el ámbito de una ceremonia funeraria. La estela fue posiblemente trasladada al templo en el año 771 por el rey Yax Nuun Ayiin II para celebrar el cambio del k'atun en el ciclo calendárico maya y por lo tanto vincularse a Chak Tok Ich'aak I. La estela fue colocada directamente en cima de la más importante de las tumbas de élite de finales del siglo IV. La estela siguió siendo adorada en el Clásico Terminal, como lo demuestra la presencia de ofrendas de cerámica policromada y quemadores de incienso.

## Entierros
Entierro 5 fue un entierro de elite enterrado en una cámara revestida de estuco encontrada debajo de la sala trasera del Templo del Talud-Tablero (5C-49). La tumba ya había sido saqueada cuando fue descubierta por los arqueólogos; los saqueadores excavaron una trinchera a través del banco y piso de la cámara superior del santuario. La cámara funeraria medía 1,77 m por 0,8 m (NS por EO) y tenía una altura de 0,87 m. La cámara contenía los huesos de un hombre adulto de entre 36 y 55 años. Aunque los huesos habían sido perturbados por los saqueadores, es probable que el difunto haya sido colocado en su espalda con una orientación norte-sur. Algunos restos de cerámica rota entre los escombros dejados por los saqueadores permiten datar la tumba a finales del siglo VIII d. C.
Entierro 6 fue una cista situada debajo de la primera cámara del Templo del Talud-Tablero (5C-49). Había sido severamente saqueada, en una medida que no fue posible determinar si los restos humanos dispersos de al menos cuatro personas, pertenecían a un solo entierro o a varios. Los huesos pertenecían a dos niños y también se identificaron dos mujeres adultas jóvenes y fragmentos de ofrendas de cerámica.
Entierro 7 fue enterrado en una cista debajo de la cámara central del Templo del Talud-Tablero (5C-49). A pesar de que ya había sido saqueada cuando fue descubierta por los arqueólogos, el colapso anterior del techo del santuario de la pirámide, protegió una parte de la tumba contra los saqueadores. Los restos eran de un hombre adulto con un cráneo artificialmente deformado; había sido colocado en la espalda con una orientación norte-sur, con la cabeza hacia el norte. Las ofrendas funerarias incluyeron tres cerámicas policromadas; un plato trípode, una placa pintada con la figura de una bailarina y un recipiente con las efigies de figuras humanas y de un jaguar. Entierro 7 estaba justo encima de la cista del Entierro 9.
Entierro 8 fue enterrado en la parte trasera del Templo del Talud-Tablero (5C-49). El difunto era un hombre adulto joven de entre 21 y 35 años de edad, con un cráneo artificialmente deformado. Fue enterrado cerca de la superficie, acostado sobre su lado en una posición flexionada; los restos, que datan del Clásico Terminal, estaban orientados de norte a sur y no fueron acompañados de ofrendas funerarias.
Entierro 9 fue enterrado en una cista inmediatamente debajo del Entierro 7 en el Templo del Talud-Tablero (5C-49). La cámara midió 2,34 m por 0,64 m (NS por OW). Los restos pertenecían a una adolescente acostada en su espalda, con la cabeza hacia el norte. Estaba acostada sobre una capa de cinabrio mezclado con pigmentos azules y verdes e iba acompañada de ricas ofrendas funerarias. Las ofrendas incluía nácar, abalorios de jade y cuarzo, orejeras de hueso con incrustaciones de concha, figuras de concha, glifos elaborados de concha, un pectoral de jade tallado en la forma de una cara antropomorfa, un recipiente de alabastro, una vasija de cerámica policromada decorado con figuras humanas y un largo texto jeroglífico, un plato negro y un plato trípode decorado con un glifo ajaw.
Entierro 21 estaba ubicado dentro de la Estructura 5D-86 y fue la primera tumba abovedada con ménsulas que se construyó en el Mundo Perdido. El difunto fue enterrado durante la transición entre el Preclásico Tardío y el Clásico Temprano, en el eje este-oeste que atraviesa el centro del Conjunto E. La tumba tenía el estado de élite y fue posiblemente el primer entierro real en el Mundo Perdido. Cualquier ofrenda funeraria fue retirada durante la remodelación del templo en el siglo VI d. C., y fue depositada bajo la tercera cámara de la capilla. Las ofrendas incluyen tres platos polícromos con pies mamiformes; los diseños pintados en las placas tienen posiblemente un significado astronómico.
Entierro PNT-001 data de 400-200 a. C. Fue insertado en un pozo entre el relleno del nivel superior de la tercera versión de la Pirámide del Mundo Perdido (5C-54), 0,8 m debajo de la cumbre (1,8 m si se incluye el banco en la cumbre). El difunto era un hombre adulto de entre 21 y 35 años de edad que fue alineado de norte a sur con la cabeza hacia el sur. Había sido colocado sobre una gran roca acostado boca abajo. Huellas de cinabrio fueron encontradas en los huesos. El cuerpo fue acompañado de cuatro vasijas de cerámica, cinco hojas de obsidiana, un cincel de sílex, huesos de aves y algunos artefactos de hueso tallado, entre ellos una orejera. Aunque el entierro podría representar una ofrenda dedicatoria por su ubicación en el eje este-oeste del Conjunto E, el alto estatus de las ofrendas también abren la posibilidad de que el difunto era un miembro de la élite de Tikal.
Entierro PNT-002 fue enterrado, con Entierro PNT-003, en la tercera plataforma escalonada de la segunda versión de la Pirámide del Mundo Perdido (5C-54) antes de que se terminara la cuarta plataforma. El difunto era un hombre adulto de entre 36 y 55 años de edad; fue encontrado acostado en su espalda con una orientación sureste-noroeste. La mayoría de los huesos se conservaron en cierta medida; aunque el cráneo quedó muy fragmentado, era evidente que había sido afectado por deformación craneal artificial. Uno de los dientes caninos superiores contaba con una decoración de pirita; El otro diente canino tenía un hueco en forma de medialuna que había llevado su decoración en algún momento. El difunto tenía varias piezas de joyería de concha.
Entierro PNT-003 fue enterrado en al mismo tiempo que Entierro PNT-002. El difunto era un hombre adulto de entre 36 y 55 años de edad; fue encontrado extendido, boca abajo, con una orientación noroeste-sureste. Los restos estaban muy mal conservados, pero ambos dientes caninos superiores contaban con incrustaciones de pirita. El difunto no tenía joyas, ni ofrendas funerarias.
Entierro PNT-004 fue enterrado bajo una plataforma baja asociada con la tercera versión de la Pirámide del Mundo Perdido (5C-54). Había sido depositado a 1.3 m debajo de la plataforma, cerca del fundamento, sin ofrendas funerarias. Los restos pertenecen a un joven adulto de sexo masculino entre 21 y 35 años de edad; Había sido colocado sobre su lado derecho en una posición flexionada con una orientación este-oeste, con la cabeza inclinada hacia el oeste. Los restos fueron asociados con tres piezas de piedra trabajada que tenían restos de estuco y pintura roja. El entierro ha sido fechado hacia el año 300 a. C.
Entierro PNT-032 puede haber sido una ofrenda dedicatoria para la construcción de la cuarta versión de la Pirámide del Mundo Perdido (5C-54). Había sido enterrado a una profundidad de 0,75 m, sin ofrendas asociadas. Los restos eran probablemente los de una mujer; había sido colocada boca abajo en una orientación norte-sur, con la cabeza apuntando hacia el norte. Los restos estaban muy mal conservados, y datan probablemente de principios del siglo 1 d. C.